# Imatidium exiguum
Imatidium exiguum es una especie de insecto coleóptero de la familia Chrysomelidae.
Fue descrita científicamente en 1923 por Spaeth.